# Frankovka

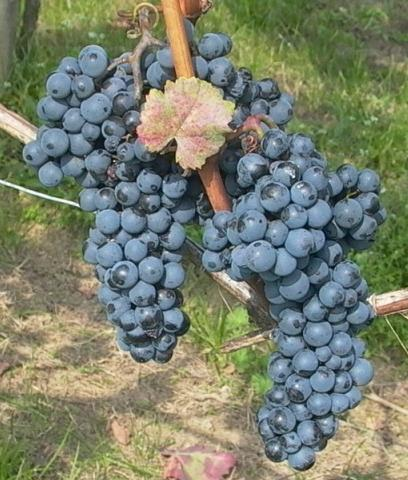
Hrozny odrůdy Frankovka v Burgenlandu, Rakousko

Frankovka, též Fraňkovka, (zkratka Fr, název dle VIVC Blaufränkisch) je starobylá moštová odrůda révy vinné (Vitis vinifera), určená k výrobě červených vín. Jde o spontánního křížence odrůdy Gouais blanc (Heunisch) s doposud nezjištěnou odrůdou.

## Popis
Réva vinná (Vitis vinifera) odrůda Frankovka je jednodomá dřevitá pnoucí liána dorůstající v kultuře až několika metrů. Kmen tloušťky až několik centimetrů je pokryt světlou borkou, která se loupe v pruzích. Úponky révy jsou středně dlouhé, umožňují této rostlině pnout se po pevných předmětech. Růst je bujnější až bujný, se vzpřímenými až polovzpřímenými letorosty. Včelka je zelená, slabě ochlupená. Vrcholek letorostu je otevřený, světle zelený s bronzovým nádechem, silně pigmentovaný antokyaniny, lesklý, slabě bíle pavučinovitě ochmýřený. Internodia a nodia jsou zelená, z osluněné strany fialově hnědá, takřka lysá, pupeny jsou silně pigmentované antokyaniny. Mladé lístky mají světle zelenou barvu s vínově červeným nádechem, jsou takřka bez ochmýření. Jednoleté réví je červenohnědé, podélně jemně čárkované, eliptického průřezu, značně křehké, což znesnadňuje práce při vyvazování tažnů. Zimní pupeny jsou středně velké, široké, špičaté.
List je středně velký až velký, okrouhlý, nečleněný nebo tří- až pětilaločnatý s velmi mělkými až mělkými horními bočními výkroji. Vrchní strana čepele listu je hladká, slabě puchýřnatá, tmavozelená, tvar čepele je ledvinovitý, s protáhlým středním lalokem, rub listu je lysý. Řapíkový výkroj je ve tvaru písmene „V“ nebo lyrovitý s ostrým dnem, většinou otevřený, zřídka lehce překrytý, řapík je krátký nebo středně dlouhý, stejně dlouhý, jako medián listu, narůžovělý, žilnatina listu je pouze slabě pigmentovaná antokyaniny. Listy se na podzim barví do vínově červené.
Oboupohlavní pětičetné květy v hroznovitých květenstvích jsou žlutozelené, samosprašné. Plodem je středně velká až velká (14–16 × 14 mm, 1,2–1,6 g), kulatá bobule jednotné barvy a velikosti, se silnou, průměrně, celoplošně voskovitě ojíněnou slupkou. Barva bobule je tmavomodrá až modročerná, dužnina je bez zbarvení, velmi řídká, plné chuti, s 3–4 semeny. Slupka obsahuje velké množství červeného barviva. Semeno je středně velké, kulovité až elipsoidní, zobáček je krátký. Stopečky bobulí jsou středně dlouhé, obtížně oddělitelné. Hrozen je střední až velký (18–19 × 15–16 cm, 142–216 g), válcovitě-kuželovitý, křídlatý, středně hustý až hustý, s velmi krátkou (do 3 cm), silnou, zelenou až průměrně lignifikovanou stopkou.

## Původ a rozšíření
Frankovka je moštová, výjimečně též stolní odrůda vinné révy (Vitis vinifera). Je to velmi stará odrůda, která má podle některých pramenů německý původ, jiné ovšem považují za její pravlast Dolní Rakousko, odkud se měla rozšířit v 18. století. Podle synonym Lemberger či Limberger by se zase dal odvozovat její původ v okolí města Lemberg, město stejného názvu ovšem leží jak v Německu, v oblasti Rheinland-Pfalz poblíž francouzských hranic, tak ve Slovinsku, pokud pomineme fakt, že se též jedná o německý název města Lvov na Ukrajině. Málo pravděpodobné je tvrzení, že odrůda pochází z Alsaska. Otcovskou odrůdou je dle provedené analýzy DNA odrůda Gouais blanc (Weisser Heunisch, Běl velká, Vídeňka), a mateřskou Blaue Zimmettraube. Blaue Zimmettraube je téměř vymizelá modrá odrůda s ženským květem, pěstovaná ve Štýrsku a okolí. Je tak příbuzná s Modrým portugalem, kde otcovskou odrůdou je Sylvánské zelené (Grüner Silvaner). 
V Rakousku byla odrůda roku 2007 pěstována na 2.640 hektarech, což tvoří 5,5% celkové plochy vinic, a to hlavně v oblasti Burgenland (17 % plochy vinic). V Maďarsku je hojná v okolí města Eger, Šoproň a hlavně na jihu země. V Německu byla roku 2007 pěstována na 1.702 ha, hojná je v oblasti Württemberska. Dále je pěstována ve Slovinsku, v Chorvatsku, v Itálii a v zemích bývalého SSSR, celkově jsou osazené plochy roku 2010 odhadovány na cca 10.000 hektarů.
Do Státní odrůdové knihy České republiky byla odrůda zapsána v roce 1941, je zapsána také v Listině registrovaných odrůd na Slovensku. Na Slovensku jsou známé lokality pěstování Bratislava Rača a Levicko, roku 2007 zde byla vysazena na 7,78 % plochy vinic, tedy na 1.176 ha. Ve vinařské oblasti Čechy se pro své pozdní zrání nepěstuje. Je druhou nejrozšířenější modrou odrůdou na Moravě, roku 1999 byla vysazena na 5 % plochy vinic, roku 2010 na 7,1 % plochy, roku 2007 byla pěstována na 1.308 ha. Hojně se pěstuje ve vinařské podoblasti Velkopavlovické, v okolí Brna a Slovácké, v okolí Bzence, Strážnice a v Podluží, dále je také běžně pěstována na Znojemsku v okolí Dolních Kounic. Ve 20. století to byla nejčastěji pěstovaná modrá odrůda na Moravě, ale již před rokem 1900 ji začal nahrazovat Modrý Portugal a později i Svatovavřinecké. Průměrný věk vinic s odrůdou Frankovka v ČR roku 2004 činil 13 let. V současné době ji reprezentuje pět povolených klonů (r. 1988), PO-22/4, PO-275/i, VP-14/4, VP-6/5 a PO-281/E. Udržovateli odrůdy jsou Ing. Alois Tománek, Ing. Miloš Michlovský, Šlechtitelská stanice vinařská Polešovice a Šlechtitelská stanice vinařská Velké Pavlovice, s.r.o.

## Název
Český název Frankovka, ale i některá další synonyma jsou odvozena od předpokládaného německého původu odrůdy (Blaufränkisch, Kékfrankos), synonyma Lemberger, Limberger atd. z předpokládaného původu v okolí města Lemberg.
Další, lokálně používaná synonyma odrůdy jsou : Лимбергер, Блауер лимбергер, Широколистный, Кекфранкос, Франковка, Франкиня (vše Rusko), Blanc Doux, Blau Fränkisch, B. Fränkische, Blaufränkisch, Blauer Limberger, Blaufränkische, Blaufranchis, Blaufranchisch, Blue French, Burgund Mare (Rumunsko), Chirokolistny, Černé Skalické, Č. Starosvětské, Č. Muškatel, Čierny Zierfandler, Crna Frankovka (Chorvatsko), C. Moravka, Fernon, Fränkische, Fränkische Schwarz, Franconia (Brazílie, Itálie), Franconia Nera (Itálie), F. Nero, Franconien Bleu, F. Noir, Frankinja, F. Modra, Frankovka Černá, F. Crna, Frühschwartze, Gamay Noire (mylně), Gamé (Bulharsko), Grossburgunder, Imberghem, Imbergher, Jubiläumsrebe, Karmazín, Kék Frankos, Kékfrank, Kékfrankos (Maďarsko), Lampart (ČR, SR), Lemberger (Francie), Limberg, Limberger (Německo, Rakousko, Chile, Francie, Rusko), L. Blauer, L. Noir, Limburger (Kanada), Limburské, Maehrische, Modra Frankinja (Slovinsko), Modry Hyblink, Morávka, Moravské, Muskateller Schwarz, Nagy Burgundi, Nagyburgundi, Neskorak, Neskore, N. Čierne, Noir de Franconie, Oporto, Orna frankovka, Portugais Lerouse, Portugais Rouge, Portugieser Rother, Pozdni, Pozdní Skalické černé, Schwarz Limberger, Schwarze Fraenkische, Schwarzer Burgunder, Schwarzgrobe, Šeřina, Širokolistý, Širokolistnyj, Skalické Černé, Starosvětský Hrozen, Szeleslevelü, Teltfürtü Kékfrankos, Vaghyburgundi, Velké Bugundské, Vojvodino.

## Pěstování
Při svém bujném růstu a štěpování na nevhodné podnože má odrůda sklon ke sprchávání, to podporuje také neselektovaný množitelský materiál. Je náchylná k vadnutí třapiny. Vzhledem k bujnosti růstu jsou nejvhodnější podnože slaběji rostoucí a brzdící sprchávání, jako SO-4 a Cr 2, ale používá se i T 5C, nevhodná je K 5BB. Odrůdě vyhovuje střední vedení s řezem na tažně nebo vysoké vedení s řezem na dva tažně, zatížení 6 až 9 oček/m². Plodnost dřeva je 59 %, průměrný počet hroznů na výhon je 0,97, na plodonosném 1,55. Výnos závisí na hustotě vysazeného materiálu, běžně se pohybuje kolem 9–14 t/ha. Aby víno dosáhlo alespoň kvality jakostní, musí hrozny dosáhnout fenolovou zralost a cukernatost 17–19,5° NM, k výrobě přívlastkových vín je třeba cukernatosti 22–23 °NM, aby bylo umožněno dosažení vyššího obsahu alkoholu. Acidita se pohybuje mezi 9–12 g/l. Přetěžováním keřů vysokými výnosy klesá obsah barviv a roste acidita.

### Fenologie
Doba rašení oček a květu je středně raná, raší ve 2.–3. dekádě dubna, kvete ve 2.–3. dekádě června. Bobule u nás zaměká v srpnu, sklizňová zralost hroznů je pozdní, začíná v polovině října, ale může se posunout až k začátku listopadu (v Oděse dozrává již koncem září). Vegetační cyklus odrůdy trvá 150 dní při sumě aktivních teplot
2900 °C.

### Choroby a škůdci
Proti napadení plísní révovou (Plasmopara viticola) a padlím révovým (Uncinula necator) je odrůda méně odolná, proti napadení plísní šedou (Botrytis cinerea) je středně odolná. Je středně odolná proti zimním mrazům. Citlivější je na pozdní jarní mrazíky (má hladké listy).

### Poloha a půdy
Odrůdě vyhovují nejteplejší polohy, ideální jsou jižní, JZ či JV svahy s velmi dobrým osluněním. Daří se i na rovinatých terénech, v lehčí, ale humózní půdě, nevhodné jsou příliš těžké a vlhké půdy. Má ráda lehce záhřevné půdy se sprašemi, vhodné jsou i půdy štěrkovité. Snáší sucho i vyšší obsah vápna.

## Víno

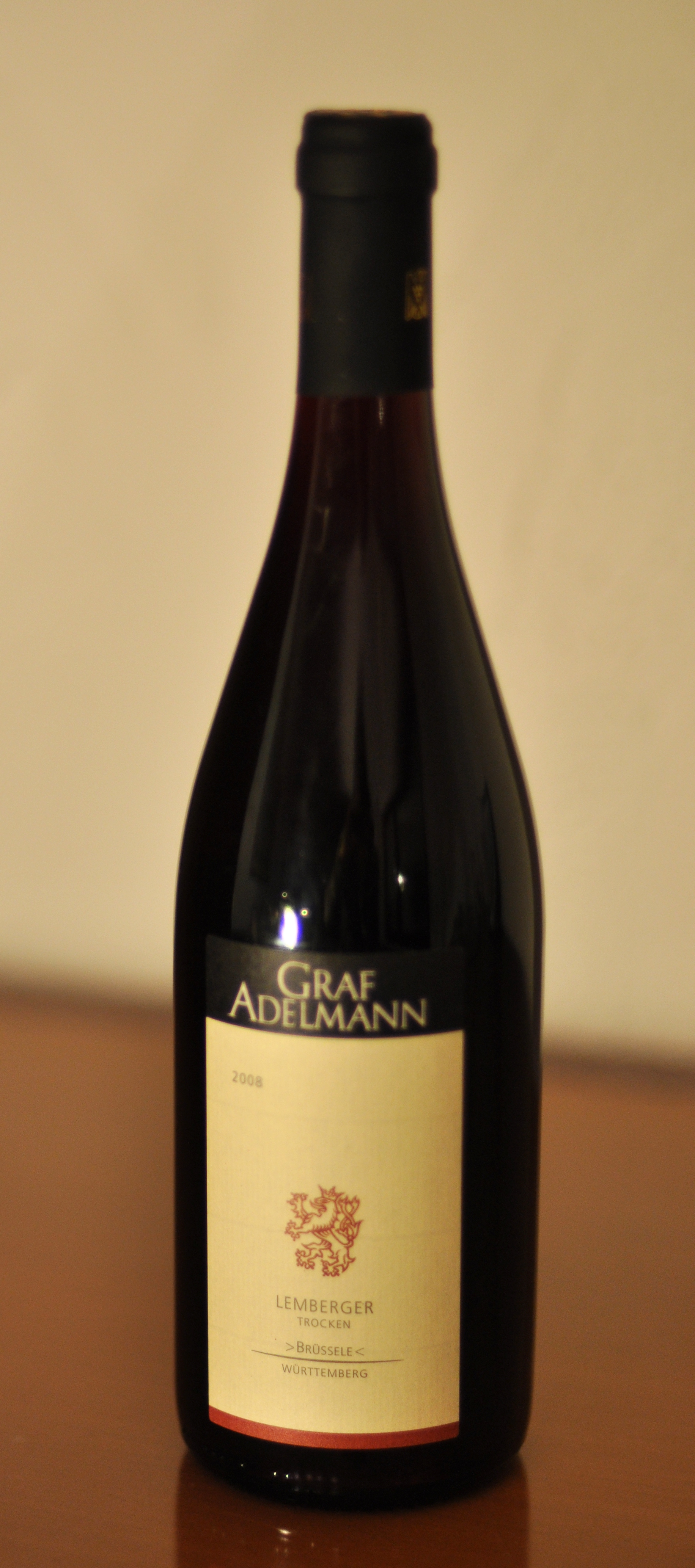
Láhev odrůdového vína Graf Adelmann, Württembersko, Německo

Hrozny v kvalitě jakostní se macerují asi 6 dní, aby se zamezilo přílišné akumulaci tříslovin ve víně. Přívlastková kvalita hroznů umožňuje maceraci i déle než 14 dní a pro dosažení plnosti vína i při vyšších teplotách (35 °C). Frankovka má vyšší obsah kyselin, proto má v technologii důležité místo jablečno-mléčná fermentace, která příznivě ovlivňuje plnost aromatického a chuťového dojmu vína.
Ve vínech Frankovky je obecně vždy poněkud více kyselin nežli v ostatních červených vínech a na počátku jsou i třísloviny tvrdší. Tato skutečnost vede producenty kvalitních vín k podstatnějšímu snížení sklizní redukcí hroznů, k prodloužení doby nakvášení rmutu a tím i k získání vyššího extraktu. Současně se vína ponechávají delší dobu vyzrávat v dřevěných sudech či v sudech barrique. Víno v přívlastkových kvalitách je vhodné do archivu k dlouhodobé archivaci. Říká se o něm, že je rozmarné jako nestálá žena a že má všechny její dobré i špatné vlastnosti.
Barva typického vína je světle i tmavě rubínová s fialovými záblesky, v mladém víně je travnaté aroma, které se při zrání vína mění na ostružinové vůně, chuť je tvrdší, s čerstvou kyselinou a vyššími tříslovinami, kořenitá, ovocná, ve vyzrálých vínech hebká a sametová. Ve vůni a chuti můžeme hledat ostružiny, švestky a černé třešně, jádra peckovin a skořici.

### Stolování
V závislosti na vyzrání hroznů může být víno Frankovky běžným denním vínem ke svačinám a k celé řadě obvyklých jídel všedního dne. Z dobrých ročníků se výborně hodí k pečeným masům, ke zvěřině, kachně i huse, ke guláši, k jídlům z vnitřností, ke kořeněným jídlům zeleninovým, k polentě, ke zrajícím i bílým sýrům, k těstovinám v kořenité úpravě nebo k některým druhům pizzy.

### Multimédia
- Ing. Radek Sotolář : Multimediální atlas podnožových, moštových a stolních odrůd révy, Mendelova zemědělská a lesnická universita Brno, zahradnická fakulta v Lednici
- Martin Šimek : Encyklopédie všemožnejch odrůd révy vinné z celýho světa s přihlédnutím k těm, co již ouplně vymizely, 2008–2012